# Nesoryzomys indefessus
Nesoryzomys indefessus е изчезнал вид бозайник от семейство Хомякови (Cricetidae).

## Разпространение
Видът е разпространен на Галапагоските острови в Еквадор.